# Royal Mile
Royal Mile és una successió de carrers que formen la via principal de la Ciutat Vella d'Edimburg, a Escòcia.
Com diu el nom, Royal Mile fa aproximadament una milla escocesa (1.8km). Els carrers que constitueixen Royal Mile són (d'oest a est):Castle Esplanade, Castlehill, Lawnmarket, High Street, Canongate and Abbey Strand. Royal Mile és el carrer turístic més ocupat de Ciutat Vella, igualat només pel Princes Street a la Ciutat Nova.
Avui en dia els carrers de Royal Mile estan orientats al turisme, amb multitud de botigues i souvenirs.

## Geografia
Retirant els blocs de gel, fa molts mil·lennis, la morrena era dipositada darrere el banyó volcànic del Castle Rock (damunt del qual està situat el Castell d'Edimburg) ocasionant un crag and tail distintiu.

## Castle Esplanade i Castlehill
La Castle Esplanade ("esplanada del castell") fou oberta al segle xix principalment com a camp de desfilada per a les tropes. És el lloc on es fa la parada militar anual Edinburgh Military Tattoo. La casa Cannonball es caracteritza per tenir una bala de canó incrustada a la paret; es diu que va ser disparada accidentalment des del castell.
Des de la Castle Esplanade surt el petit carrer Castlehill. En aquest carrer destaca a la dreta l'antiga església Tolbooth Highland St John's, avui conegut com The Hub, la seu de l'organització del Festival Internacional d'Edimburg. A seu costat, a l'esquerra, hi ha Camera Obscura, l'edifici més antic de la ciutat amb propòsit d'entreteniment. L'Assambly Hall de l'Església d'Escòcia (sala solemne de reunions) i el New Collage (col·legi de teologia) són a l'esquerra. El Parlament d'Escòcia va celebrar les seves sessions a l'Assambly Hall entre 1999 i 2004.

## Lawnmarket
El Lawnmarket, que era el mercat del fil, és dominat per botigues destinades al turisme. A l'esquerra està conservat el 17è segle de townhouse Gladstone de la Confiança Nacional d'Escòcia. Al fons del Lawnmarket, en direcció cap al Sud, és marcat per una intersecció essencial amb el pont de George IV (situat a la dreta si hom està orientat al sud), per l'altra banda, el Bank Street se situa a l'esquerra. La vista d'avaix del Bank Street és domiant per l'oficina central de barroc del Banc d'Escòcia.

## High Street
Durant el festival d'Edimburg, el High Street es convertí en el focus de la ciutat ple de turistes, entreteniment i altres persones oferint espectacles al públic. A l'esquerra està el High Court de Justiciary, la sala penal suprema d'Escòcia. A la dreta, aproximadament a una tercera part del camí del Castell cap al Palau es troba la plaça del Parlament, anomenat després de la Casa de Parlament vella que van ser construïts, els dos palaus de justícia i el Parlament vell d'Escòcia, entre els anys 1630 i 1707.(Quan era ajornat per actes d'unió). La casa del Parlament és ara la casa de la Court of Session (Sessió de la Cort), que correspon al tribunal suprem d'Escòcia. La catedral de St. Giles, també anomenat com High Kirk of Edinburgh, roman a la Plaça del Parlament.
Cap a la porta oest de St Giles es troba el cor de Midlothian que és un dibuix en forma de cor construït a la carretera de setted, marca el lloc de l'anterior presó. Des del punt de la demolició de la presó, locals solien escopir-hi damunt. La presó havia estat descrita pel senyor Walter Scott com el "Cor de Midlothian" i ben aviat després de demolició, els pares de la ciutat van deixar el cor descrit a terra amb el mateix nom que havia descrit Walter. Els Locals encara escupen al Cor (intentant-ho fer al centre). La llegenda "ha estat netejada" pels guies turístics que declaren que els locals escupen per la bona sort. Però és realment igual com això eren, un bon mal respecte antiquat per a l'autoritat. A l'esquerra, davant de la catedral de St. Giles, estan les Cambres de Ciutat d'Edimburg, on es troba la trobada dels consellers del Consell d'Edimburg. A la dreta, just passat el High Kirk hi ha el Mercat Cross(el mercat de la creu) des de la qual es llegeixen proclamacions reials, i les eleccions són anunciades.

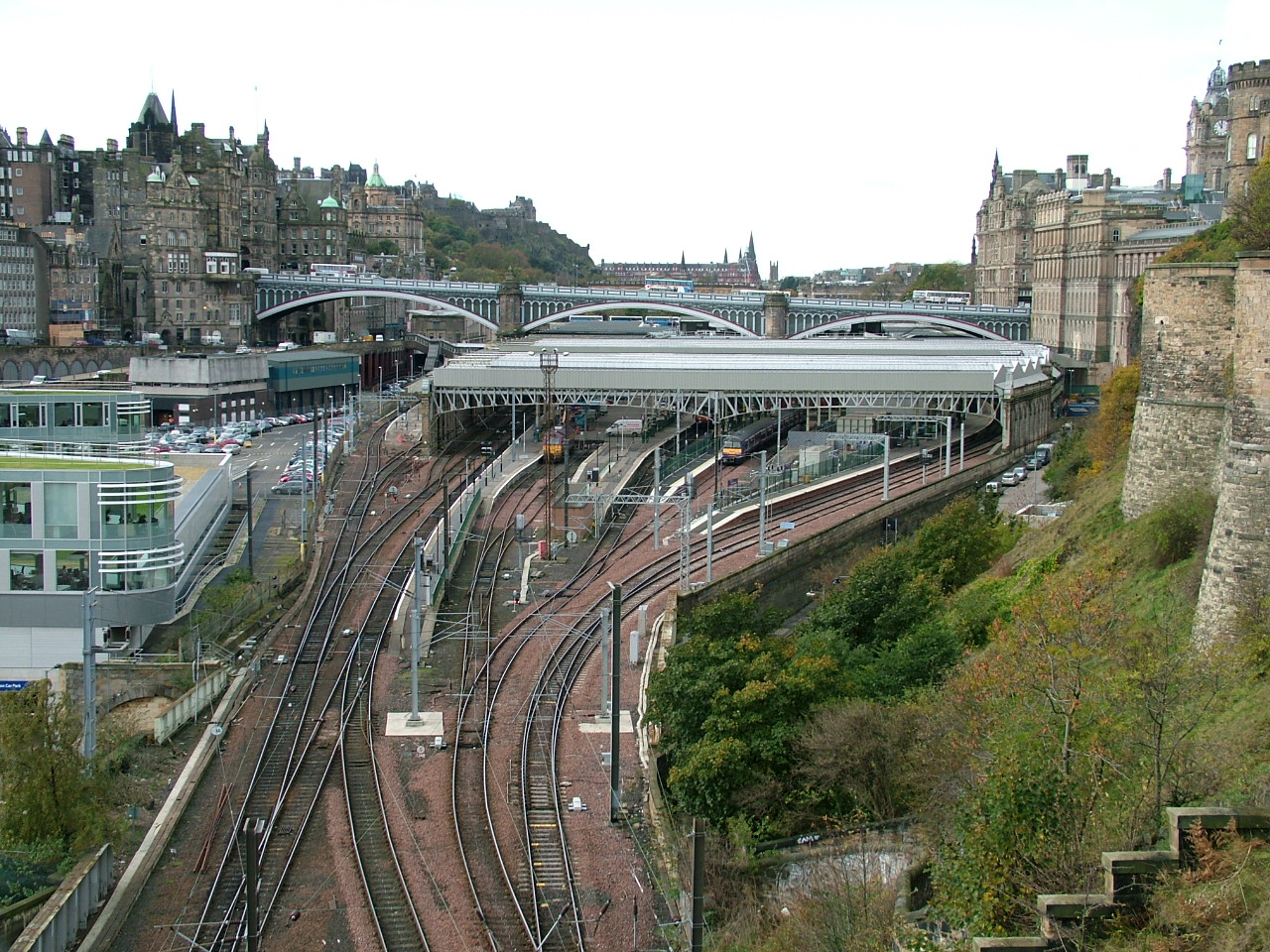
L'estació de Waverley i el North Bridge.

El focus central del Royal Mile és una intersecció essencial amb els ponts. El North Bridge orientat a l'esquerra (cap al nord) respecte al Princes Street, carrer principal de la ciutat nova. A la dreta del South Bridge (que apareix per a ser simplement una carretera amb botigues a banda i banda: des de baix i fins i tot) s'estén per tot el Cowgate, una mica més avall, i continua com el Nicolson Street passat l'edifici de l'antic col·legi (Old College building) que pertany a la universitat d'Edimburg.

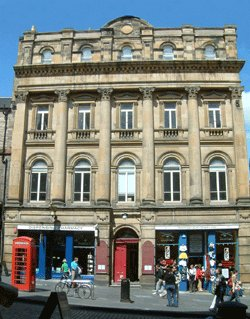
L'església de: Carrubbers Christian Centre.

Entre la successió de ponts i la casa de John Knox hi ha un dels únics edificis restants del Royal Mile que, encara avui en dia, s'utilitza per al mateix propòsit per al qual es va construir; es tracta de Carrubbers Christian Centre. Construït el 1883 al cor del Royal Mile és la llar d'una església viva.
Després de la Casa de John Knox el carrer Major (High Street) arriba als anteriors límits de la ciutat, a la seva cruïlla amb el carrer de St. Mary (nord) i carrer Jeffrey (Sud). A aquest punt anteriorment posat el vell Netherbow, una porta enfortida a Edimburg (des de fa molt temps demolit). El teatre de Netherbow recentment reconstruït és propietat de l'Església d'Escòcia i les cases de Storytelling. a city wall was built around Edinburgh known as the Flodden Wall, some parts of which still survive. Després de la victòria anglesa sobre els escocesos a la batalla de Flodden el 1513 una muralla va ser construïda al voltant d'Edinburg actualment coneguda com el mur de Flodden del qual algunes parts encara en sobreviuen. El vell Netherbow era una porta d'aquest mur i els falta una paraula que l'autor no sap traduir (mireu el comentari ocult)  de llautó a la carretera marquen a on es feia servir. A la cantonada del carrer de St. Mary és el "Pub Final del Món", així s'anomenava perquè això era anteriorment el límit del burgh (representa una entitat autònoma, usualment, un poble); més enllà de la terra era controlada al costat d'Abadia de Holyrood.

## Canongate
Més enllà de la cruïlla el Royal Mile continua amb el Canongate, que significa gait del cànon o el passeig de monjo. El Canongate continua costa avall per davant de: la Casa de Morena (ara l'Escola d'Educació de la Universitat d'Edimburg), la vella presó de Canongate (actualment un museu de la història social denominat: The People's Story (la història de les persones)), el Kirk de Canongate (l'església parroquial del Canongate), el nou edifici del Parlament escocès construït al Palau de Holyrood i les ruïnes de l'Abadia de Holyrood. Fins al 1856 el Canongate no era merament un carrer, sinó el nom dels voltants del burg, fou separat d'Edimburg i no va ser tancat dins del mur de Flodden.

## Abbey Strand
A la cara nord del Palau de Holyroodhouse; hi ha l'antic Abbey Strand i l'edifici conegut com la taverna de Lucky Spence. A la cara la seva cara sud està la Galeria de la Reina i les restes del Palau de Holyrood construïda per Jaume IV i decorades per Jaume V amb escuts d'armes a la paret.